# 第五縱隊

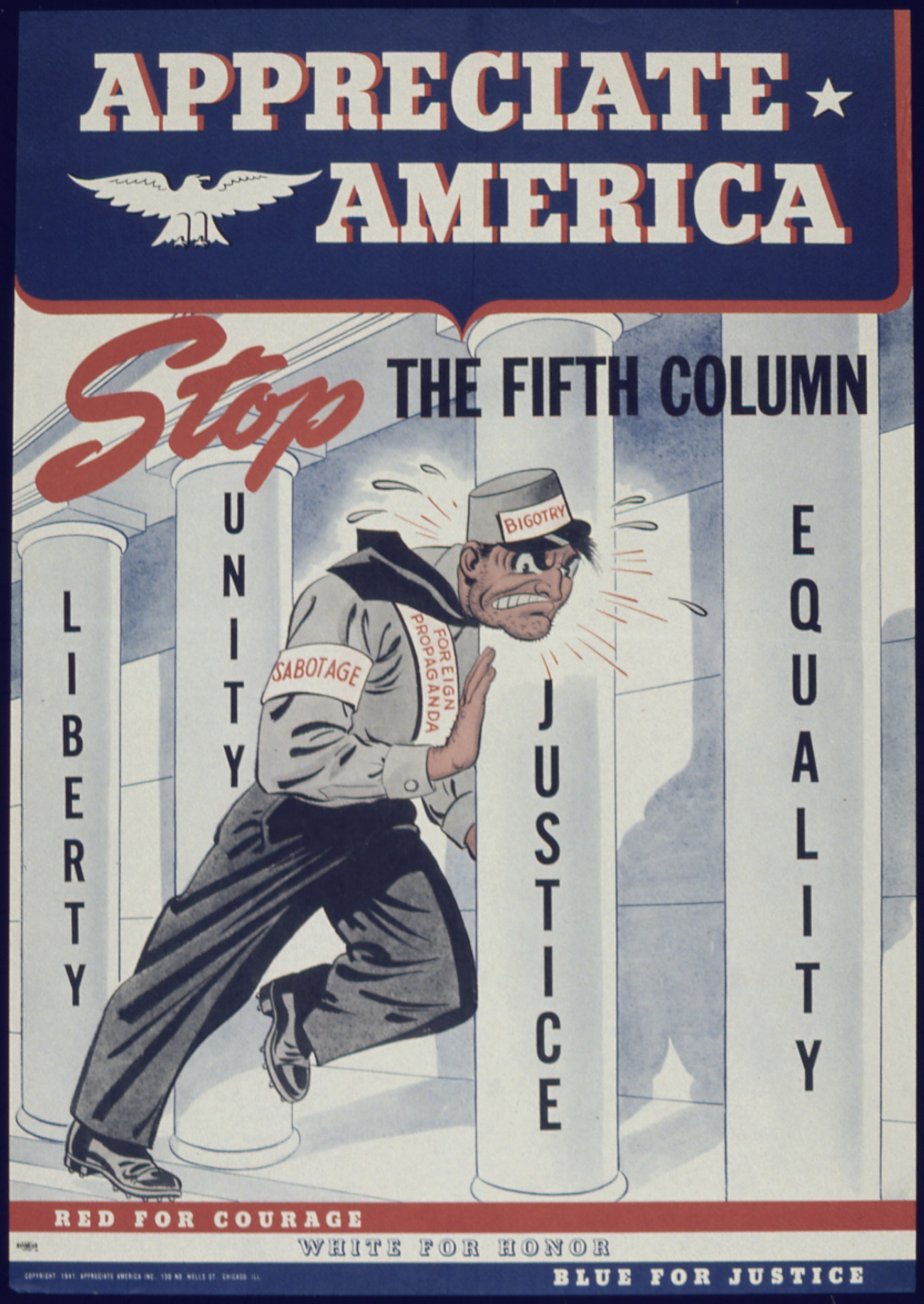

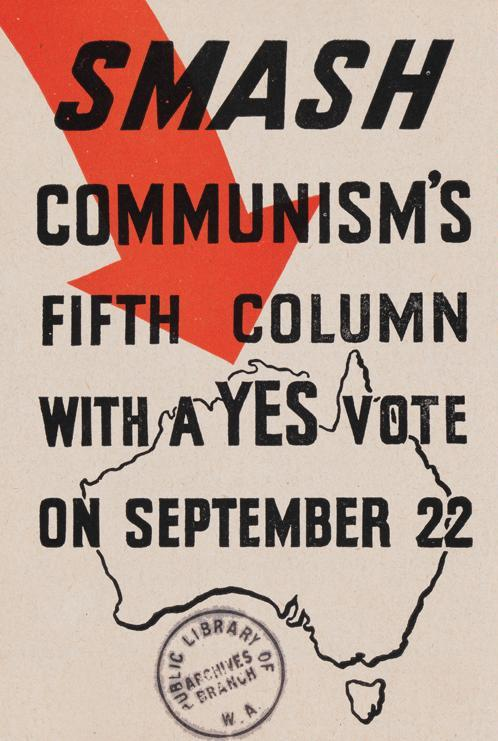

第五縱隊（英語：Fifth column），意指潛伏在內部進行破壞，與敵方裡應外合，不擇手段意圖顛覆、破壞國家團結的團體。現泛稱隱藏在對方內部、尚未曝光的敵方間諜。

## 名稱來源
1936年至1939年間，西班牙內戰時期，弗朗西斯科·佛朗哥將軍領導叛軍與西班牙共和國軍隊發生衝突，佛朗哥手下一名將領埃米利奥·莫拉派遣四個縱隊（columnas）進攻首都馬德里，當記者問起他的作戰策略，他說他已調派四個縱隊包圍著西班牙首都馬德里，另指揮著一支縱隊潛伏在馬德里城裡做內應，實際上這只是為了敷衍記者的回答，然而共和政府認為關在監獄中的政治犯們就是莫拉口中的第五縱隊，因而連夜將一千多名政治犯處決。另有詹姆斯·薛利丹（James Sheridan）所著的小說《潘朵拉處方》中揭露美國一群捍衛道德的醫師為對抗只為圖利的全國性藥商的地下組織，其名亦為第五縱隊。

## 媒體使用

### 中國大陸
2021年8月29日，新華社、央視網、光明網、《人民日報》及《解放軍報》等數十家中共官媒，先後轉載一篇題為《每個人都能感受到，一場深刻的變革正在進行》的署名評論文章，為中央近期整肅娛樂圈及其「飯圈文化」、規管約束互聯網科技巨頭、整頓校外教育產業、加強反壟斷、反不正當競爭、整頓經濟、金融、文化到政治各領域等監管行動（規範管理和調節各個產業、保護人民的合法收入、推進共同富裕）作出解說闡釋，指這些社會經濟變革是應對美國通過「第五縱隊」對中國發動顏色革命。惟數天後，中共各媒體亦有提出較溫和之不同觀點，以反駁或淡化該文章所傳達的訊息及所引發的解讀，為輿論反應降溫。

### 烏克蘭
始於2021年的俄羅斯－烏克蘭危機中，烏克蘭媒體《基輔報》指控俄羅斯軍方已在烏克蘭境內佈署第五縱隊，意圖於近日在烏東地區的頓涅茨克一帶發動臥底的「假旗行動」、偽裝成烏克蘭軍隊襲擊俄國，自導自演讓俄國大軍取得「攻打烏克蘭」的戰爭藉口。

### 台灣
民進黨不分區立委、黑熊學院創辦人沈伯洋提出「第五縱隊」議題，台灣媒體中時新聞網等有以下評論：
民進黨不分區立委、黑熊學院創辦人沈伯洋指出，台灣面臨了「第五縱隊」的威脅，必須針對「高風險族群」進行列管，人數高達數十萬人。這番談話被認為是「綠色恐怖、威權復辟」，引發軒然大波。沈伯洋所說的高風險族群包括在大陸做生意或是與大陸有往來關係的人，而卓榮泰內閣就不乏這樣的例子。行政院副院長鄭麗君的先生沈學榮，1996年就到大陸東莞做生意；經濟部長郭智輝原是崇越科技董事長，該公司在大陸的服務據點遍布上海、北京等12大城市。
NOWnews今日新聞、中央通訊社等媒體亦指出「高風險族群」並非意指與中國大陸做生意或是與中國大陸有往來的人皆有嚴重風險。沈伯洋表示其原話為「第五縱隊是問題，但難認定，應該以風險高低來看，風險高需要控管，例如立法委員。」，並澄清「因為第五縱隊指的是戰爭時裡應外合的人，重點是這些人要如何獲取重要資訊，因此用這個名詞，不如討論洩漏資訊的風險高低，例如常跟中國黨政軍接觸的對象就是風險高，且經過風險盤點後，認為立委屬於風險很高的類型。」。